# 磨西安納堂
磨西安納堂，俗稱磨西天主堂，位于中国四川省甘孜藏族自治州泸定县磨西镇（舊稱磨西面 []），屬天主教康定教區（舊稱打箭爐 []）。

## 歷史
教堂初建於19世紀末，當時為一木結構小聖堂。至1930年因氣候原因幾近損毀，在巴黎外方傳教會宣教士若澤夫-保羅·梅納爾（Joseph-Paul Ménard，1889–1932）的監督下重建成磚石結構的教堂，为融合了哥德復興式元素的中西合璧式建筑风格。新堂落成後，於堂區主保聖安納八日節慶（Octave of Saint Anne）期間舉行了隆重的獻堂儀式。
1935年5月29日，红军长征中的毛泽东经过磨西，夜宿磨西天主堂神甫房，并在此召开了“磨西会议”。
2004年增補為四川省文物保護單位。